# Aaron Hughes
Aaron William Hughes (* 8. listopadu 1979) je bývalý severoirský profesionální fotbalový obránce. Za severoirskou reprezentaci, kde byl i kapitánem, absolvoval více než 100 zápasů. Byl známý pro své výborné bránění a disciplinovanost. V anglické Premier League odehrál více než 400 zápasů.

## Klubová kariéra
Hughes přišel do Newcastlu v roce 1997 a brzy se zařadil do základní jedenáctky. Debut si zažil v zápase proti Barceloně na podzim téhož roku. I ligový debut přišel brzy, tentokrát proti Sheffieldu Wednesday. Během působení v Newcastlu odehrál ve všech soutěžích 279 zápasů a vstřelil 7 branek. Také držel rekord jako nejmladší debutant v evropské soutěži, což překonal až Andy Carroll v roce 2006.
V květnu 2005 Hughes odešel za 1 milion liber do Aston Villy, kde celkem odehrál 64 zápasů.
O dvě sezony později se však stěhoval znovu, podepsal smlouvu ve Fulhamu, kam ho přivedl trenér Lawrie Sanchez. Svůj první gól za Cottagers si vstřelil na konci roku 2010 proti West Hamu.

## Reprezentační kariéra
Hughes zaznamenal svůj debut za severoirský národní tým 25. března 1998 v přátelském utkání proti Slovensku (výhra 1:0) a v roce 2002 byl jmenován kapinánem klubu. Svůj tým občas dovedl k nečekaným výhrám, např. proti Anglii, Španělsku nebo Švédsku. V reprezentaci působil také se svým spoluhráčem z Fulhamu Chrisem Bairdem. Za národní tým se poprvé trefil 10. srpna 2011 proti Faerským ostrovům (výhra 4:0), kde zaznamenal vítězný gól.
Se svým mužstvem se radoval po úspěšné kvalifikaci z postupu na EURO 2016 ve Francii (byl to premiérový postup Severního Irska na evropský šampionát). Zúčastnil se EURA 2016 ve Francii, kam jej nominoval trenér Michael O'Neill.

## Úspěchy
- Evropská liga UEFA 2009/10: finalista